# Карамышево (Псковская область)
Карамы́шево — село в Псковском районе Псковской области России. Административный центр Карамышевской волости Псковского района.

## История
В 1896 году при строительстве железной дороги Псков — Бологое была основана станция Карамышево. Станция была названа в честь председателя земского уездного собрания и местного помещика Модеста Модестовича Карамышева.
В 1927—1931 и 1935—1963 годах село было центром Карамышевского района.
План генеральной застройки посёлка (1950-е годы) был выполнен архитектором Борисом Кленевским.
В селе родился Герой Советского Союза Александр Лобанов.
В годы Великой Отечественной войны Карамышево с июня 1941 года было оккупировано гитлеровскими войсками. 28 февраля 1944 года его освободили войска Красной Армии.
На территории села находится братское захоронение солдат Великой Отечественной войны, где покоится более 300 воинов.
В 1960—1995 годах село также было центром Карамышевского сельсовета, переименованного в 1995 году в Карамышевскую волость.

## Население
| 1939 | 1959 | 2001 | 2002 | 2010 |
| ---- | ---- | ---- | ---- | ---- |
| 603  | ↗950 | ↘800 | ↘768 | ↘640 |

## Транспорт
Село расположено на автотрассе регионального значения Псков — Порхов (Р56) в 25 км к юго-востоку от Пскова.
Железнодорожная станция Карамышево находится на железной дороге Псков — Дно.

## Инфраструктура
- Карамышевская средняя школа
- Детский сад
- Дом культуры
- Районная больница № 2

## Религия
В 2000-х годах в Карамышево был построен храм Святого Праведного Иоанна Кронштадтского. Первую службу благословил 2 января 2001 года митрополит Евсевий.